# Арское восстание
Арское восстание (тат. Арча фетнәсе) — антисоветское выступление крестьян/кулаков на территории частей Казанского, Лаешевского и Мамадышского уездов Казанской губернии. Длилось с 25 октября до 15 ноября 1918 года. Было жестоко подавлено.

## Предыстория
После взятия большевиками Казани в сентябре губернии перестала угрожать военная опасность, продолжилось переустройство жизни на новой основе. Началось восстановление и появление новых большевистских организаций. В конце 1918 года на конференции коммунистов был избран первый комитет РКП(б) во главе с Е. И. Вегером. Начался процесс национализации промышленности. Осенью в регионе начали действовать комбеды, которые изымали хлеб у зажиточных крестьян. Всего за сентябрь 1918—март 1919 было вывезено (за бесценок или без оплаты) более 6 миллионов пудов зерна.
Согласно документам того времени, крестьяне в большинстве своём относились к деятельности комбедов и продотрядов негативно, а порой и агрессивно, так как их действия иногда граничили с мародёрством. Это вызывало волнения среди крестьян, которые жестоко подавлялись.

## Ход восстания
Восстания против советской власти охватили Казанский, Лаишевский и Мамадышские уезды Казанской губернии. Начало восстания пришлось на 25 октября 1918 года, после того как крестьяне отказались бесплатно сдавать хлеб. 10 ноября восставшие смогли захватить город Арск.
На подавление восстания прибыл многочисленный отряд с артиллерийской батареей. 15 ноября крестьяне были разгромлены. В результате 31 человек был убит, 11 ранено.

### Другая версия
В книге Становление и упрочение власти Советов в Татарии восстание упоминается как кулацкое, вдохновлённое эсерами, меньшевиками и прочими контрреволюционными силами.

## Последствия
Несмотря на подавление этого восстания, недовольства продолжались. Вышеупомянутые действия советских властей стали одной из причин Чапанной войны — крупнейшего антибольшевистского восстания. Также была неспокойна обстановка в Цивильском уезде. В Мамадышском уезде в ходе восстания отряд из красноармейцев и коммунистов вошёл в столкновение с крестьянами. Два человека были убиты и шестеро ранены.